# Бахчелијевлер
Бахчелијевлер (тур. Bahçelievler) је градско насеље у округу Пендик у Истанбулу, Турска. Према попису из 2020. бло је 12.871 становник.
Бахчелијевлер је претежно настањен Бошњацима, чији су се преци доселили између 1955. и 1960 године, углавном из Санџака.